# Ali Abdi Farah
Ali Abdi Farah (né le 16 février 1947 à Djibouti) est un haut fonctionnaire et homme politique djiboutien.

## Carrière
Après des études au Lycée de Djibouti, il est diplômé de l'Institut régional d'administration de Lyon.
Il est instituteur de 1969 à 1972, puis administrateur civil. Après l'indépendance, il devient chef de service au ministère des Affaires étrangères, puis premier conseiller de l'ambassade en Tunisie avant d'être nommé ministre de l'Energie en juin 1995, puis ministre des Affaires étrangères en 1999.
Il est nommé ministre de la Culture et de la communication, porte parole du gouvernement le 22 mai 2005.
Membre de la direction du parti présidentiel, le Rassemblement populaire pour le progrès,  il est élu député en 1997, réélu en 2003 et 2008.